# Lipowo (Kaliningrad)
Lipowo (russisch Липово, deutsch Kulligkehmen, 1938 bis 1945 Ohldorf (Ostpr.), litauisch Kulikiemis) ist ein Ort in der russischen Oblast Kaliningrad im Rajon Gussew. Der Ort gehört zur kommunalen Selbstverwaltungseinheit Stadtkreis Gussew.

## Geographische Lage
Lipowo liegt am Westufer der Rominte (russisch: Krasnaja) am südöstlichen Stadtrand von Gussew (Gumbinnen), drei Kilometer vom Stadtzentrum entfernt. Durch den Ort verläuft die Regionalstraße 27A-011 (einstige deutsche Reichsstraße 132), die Gussew mit der polnischen Stadt Gołdap (Goldap) verbindet. Gussew ist die nächste Bahnstation an der Bahnstrecke Kaliningrad–Nesterow (Königsberg–Stallupönen/Ebenrode), einem Teilstück der früheren Preußischen Ostbahn, zur Weiterfahrt nach Moskau.

## Geschichte
Im Jahre 1539 erfuhr das damals noch Colliglauken genannte Dorf seine erste urkundliche Erwähnung. Am 18. März 1874 wurde Kulligkehmen Amtsdorf und damit namensgebend für einen neu errichteten Amtsbezirk, der – bei Umbenennung in „Amtsbezirk Ohldorf (Ostpr.)“ im Jahre 1939 – bis 1945 bestand und zum Kreis Gumbinnen im Regierungsbezirk Gumbinnen der preußischen Provinz Ostpreußen gehörte.
Die Landgemeinde Kulligkehmen zählte im Jahre 1910 835 Einwohner, die in Kulligkehmen selbst und auch in den zugehörigen Ortschaften Drücklershöfchen (heute russisch: Mitschurinskoje), Johannisthal und Waisenhaus Daheim (beide nicht mehr existent) lebten. Am 30. September 1928 wurde auch der Gutsbezirk Serpenten (nicht mehr existent) nach Kulligkehmen eingemeindet, so dass die Einwohnerzahl bis 1933 auf 954 und bis 1939 sogar auf 1.182 anstieg.
Am 3. Juni – amtlich bestätigt am 16. Juli – des Jahres 1938 wurde Kulligkehmen in „Ohldorf (Ostpr.)“ umbenannt. 1945 kam das Dorf in Kriegsfolge mit dem nördlichen Ostpreußen zur Sowjetunion.
Im Jahre 1947 wurde der Ort nach dem russischen Wort lipa für Linde in Lipowo umbenannt und gleichzeitig Sitz eines Dorfsowjets im Rajon Gussew. Von 2008 bis 2013 gehörte Lipowo zur städtischen Gemeinde Gussew gorodskoje posselenije und seither zum Stadtkreis Gussew.

### Amtsbezirk Kulligkehmen (Ohldorf), 1874–1945
Zwischen 1874 und 1945 bestand der Amtsbezirk Kulligkehmen (ab 1939: Amtsbezirk Ohldorf (Ostpr.)) mit anfangs sechs und am Ende noch drei Dörfern:
| Ortsname          | Änderungsname 1938 bis 1946 | Russischer Name | Bemerkungen                                         |
| ----------------- | --------------------------- | --------------- | --------------------------------------------------- |
| Augstupönen, Dorf | Hochfließ                   | Kalininskoje    |                                                     |
| Augstupönen, Gut  |                             |                 | 1928 in die Landgemeinde Augstupönen eingegliedert  |
| Kulligkehmen      | Ohldorf (Ostpr.)            | Lipowo          |                                                     |
| Nestonkehmen      | Schweizertal                | Woronowo        |                                                     |
| Perkallen         | Husarenberg                 |                 | 1928 in die Landgemeinde Nestonkehmen eingegliedert |
| Serpenten         |                             |                 | 1928 in die Landgemeinde Kulligkehmen eingegliedert |

Am 1. Januar 1945 bildeten nur noch die Gemeinden Hochfließ, Ohldorf und Schweizertal den Amtsbezirk Ohldorf.

### Lipowski selski Sowet/okrug 1947–2008
Der Dorfsowjet Lipowski selski Sowet (ru. Липовский сельский Совет) wurde im Juni 1947 eingerichtet. Im Jahr 1954 wurde der Dubrawski selski Sowet an den Lipowski selski Sowet angeschlossen. Der Ort Dubrawa gelangte allerdings (eventuell später) in den Rajon Osjorsk. Nach dem Zerfall der Sowjetunion bestand die Verwaltungseinheit als Dorfbezirk Lipowski selski okrug (ru. Липовский сельский округ). Im Jahr 2008 wurden die verbliebenen Orte des Dorfbezirks auf die städtische Gemeinde Gussew gorodskoje posselenije und die Landgemeinde Kalininskoje selskoje posselenije verteilt.
| Ortsname                      | Name bis 1947/50                                         | Bemerkungen |
| ----------------------------- | -------------------------------------------------------- | --- |
| Axjonowo (Аксёново)           | Neu Maygunischken, 1938–1945: „zu Erlengrund“            | Der Ort wurde 1950 umbenannt und war zunächst in den Dorfsowjet Dubrawski eingeordnet. Er wurde vor 1975 verlassen. |
| Deschnjowo (Дежнево)          | Szurgupchen/Schurgupchen, 1938–1945: „Sprindort“         | Der Ort wurde 1950 umbenannt und vor 1975 verlassen.                                                                |
| Gruschewka (Грушевка)         | Wilkoschen, 1938–1945: „Wolfseck“                        | Der Ort wurde 1950 umbenannt und vor 1975 verlassen.                                                                |
| Jarowoje (Яровое)             | Gertschen, 1938–1945: „Gertenau“                         | Der Ort wurde 1947 umbenannt und gehörte zwischenzeitlich zur Stadt Gussew.                                         |
| Kalininskoje (Калининское)    | Augstupönen, 1938–1945: „Hochfließ“                      | Der Ort wurde 1947 umbenannt.                                                                                       |
| Kowrowo (Коврово)             | Sodinehlen, 1938–1945: „Jägersfreude“, und Alt Grünwalde | Der Ort wurde 1950 umbenannt und vor 1988 verlassen.                                                                |
| Lipowo (Липово)               | Kulligkehmen, 1938–1945: „Ohldorf“                       | Verwaltungssitz |
| Mitschurinskoje (Мичуринское) | Drücklershöfchen                                         | Der Ort wurde 1947 umbenannt.                                                                                       |
| Nowostrojewka                 |                                                          | Offenbar eine Neugründung unmittelbar westlich der Ortsstelle Grünweitschen/Grünweiden.                             |
| Olchowatka (Ольховатка)       | Walterkehmen, 1938–1945: „Großwaltersdorf“               | Der Ort wurde 1947 umbenannt.                                                                                       |
| Pugatschowo (Пугачёво)        | Groß Wilken                                              | Der Ort wurde 1950 umbenannt. Dort wurde ein Truppenübungsplatz eingerichtet.                                       |
| Rjasankowka (Рязановка)       | Girnen                                                   | Der Ort wurde 1950 umbenannt und war zunächst in den Dorfsowjet Dubrawski eingeordnet. Er wurde vor 1975 verlassen. |
| Roschtschino (Рощино)         | Lutzicken, 1938–1945: „Lutzen“                           | Der Ort wurde 1950 umbenannt und war zunächst in den Dorfsowjet Dubrawski eingeordnet. Er wurde vor 1975 verlassen. |
| Waluiskoje (Валуйское)        | Kuttkuhnen, 1938–1945: „Eggenhof“                        | Der Ort wurde 1947 umbenannt und vor 1975 verlassen.                                                                |
| Woronowo (Вороново)           | Nestonkehmen, 1938–1945: „Schweizertal“                  | Der Ort wurde 1947 umbenannt und vor 1988 verlassen.                                                                |

Der 1947 umbenannte Ort Sinjawino (Kampischkehmen/Angereck), der zunächst ebenfalls in den Lipowski selski Sowet eingeordnet worden war, kam dann (vor 1975) aber zum Furmanowski selski Sowet.

## Kirche
In Kulligkehmen resp. Ohldorf lebte vor 1945 eine überwiegend evangelische Bevölkerung, die weitgehend von der reformierten Tradition geprägt war. Sie war in das Kirchspiel der Neustädtischen Kirche in Gumbinnen eingepfarrt, während die wenigen vom Luthertum geprägten Einwohner zur Altstädtischen Kirche in Gumbinnen gehörten. Beide waren in die Kirchenprovinz Ostpreußen der Kirche der Altpreußischen Union integriert. Heute liegt Lipowo im Einzugsgebiet der in den 1990er Jahren neu entstandenen evangelisch-lutherischen Gemeinde der Salzburger Kirche in Gussew (Gumbinnen), die zur Propstei Kaliningrad (Königsberg) der Evangelisch-lutherischen Kirche Europäisches Russland gehört.

## Persönlichkeiten

### Söhne und Töchter des Ortes
- Nikolai Nikolajewitsch Zukanow (* 1965 in Lipowo), Politiker, von 2010 bis 2016 Gouverneur der Oblast Kaliningrad